# Apídano

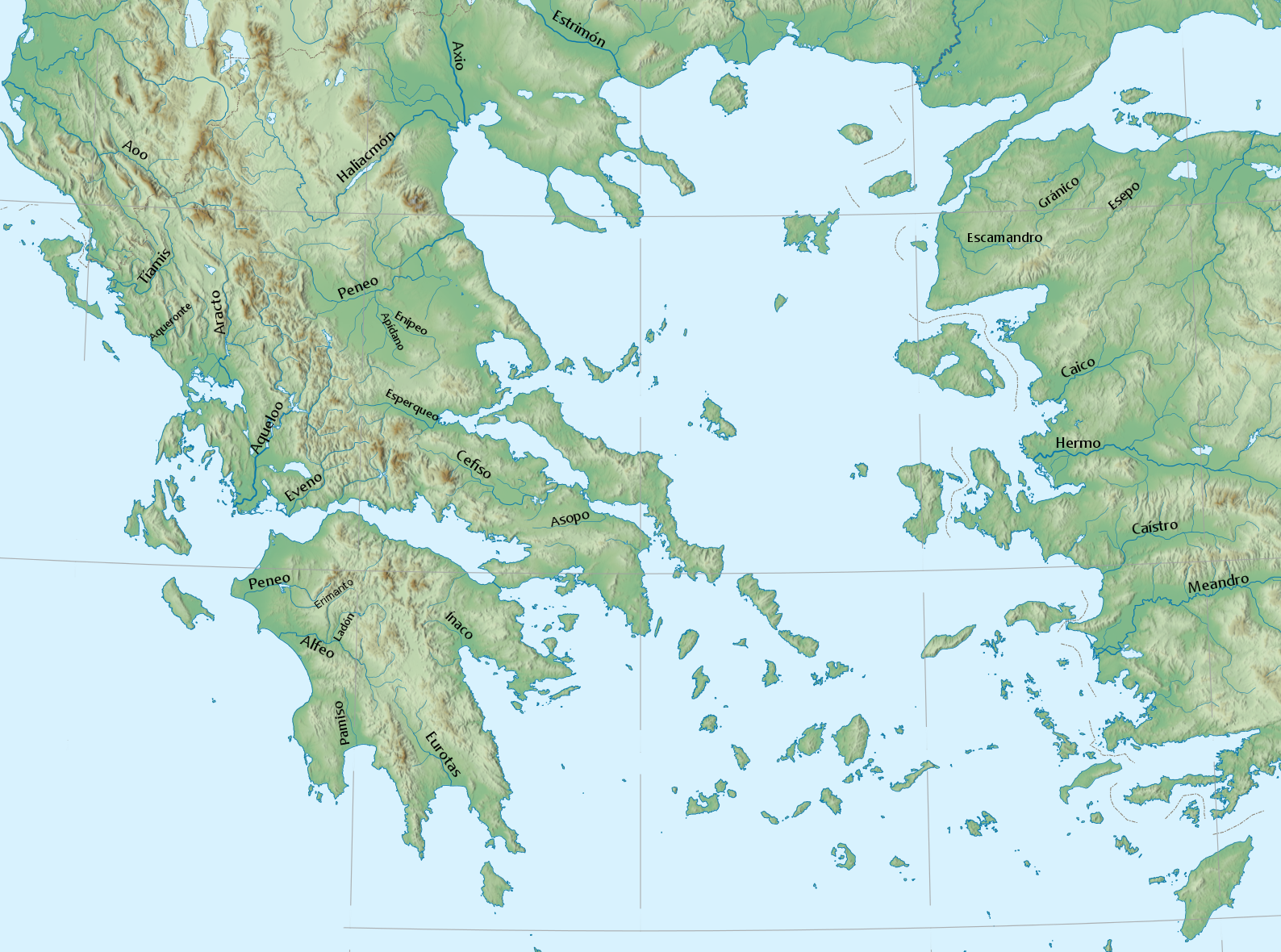
Mapa de los ríos de la Antigua Grecia. El Apídano discurre por Tesalia y desemboca en el río Enipeo.

El Apídano (en griego antiguo: Ἀπιδανός, Apidanós) es un río de la región de Tesalia, que nace en el macizo montañoso del Otris yendo a desembocar en el río Enipeo poco antes de que este vierta sus aguas en el Peneo.
En la mitología griega, Apídano es un dios fluvial, hijo, como la mayoría de los ríos, de Océano y Tetis. Es mencionado por Ovidio como uno de los oceánidas que acudieron a consolar a su hermano Peneo tras la metamorfosis en laurel de su hija Dafne.